# Frontière entre l'Érythrée et l'Éthiopie
La frontière entre l'Érythrée et l'Éthiopie a séparé l'Éthiopie de la colonie italienne d'Érythrée entre 1896 et 1936. De 1936 à 1941, ce fut une frontière interne de l'Afrique orientale italienne. Jusqu'à 1952, elle séparaît l'Éthiopie de l'Érythrée sous administration britannique. À partir de 1952, c'est une frontière administrative de l'Empire puis de la République d'Éthiopie (à partir de 1973). Depuis l'indépendance de l'Érythrée, le 24 mai 1993, elle sépare les deux pays.

## Historique

### Création

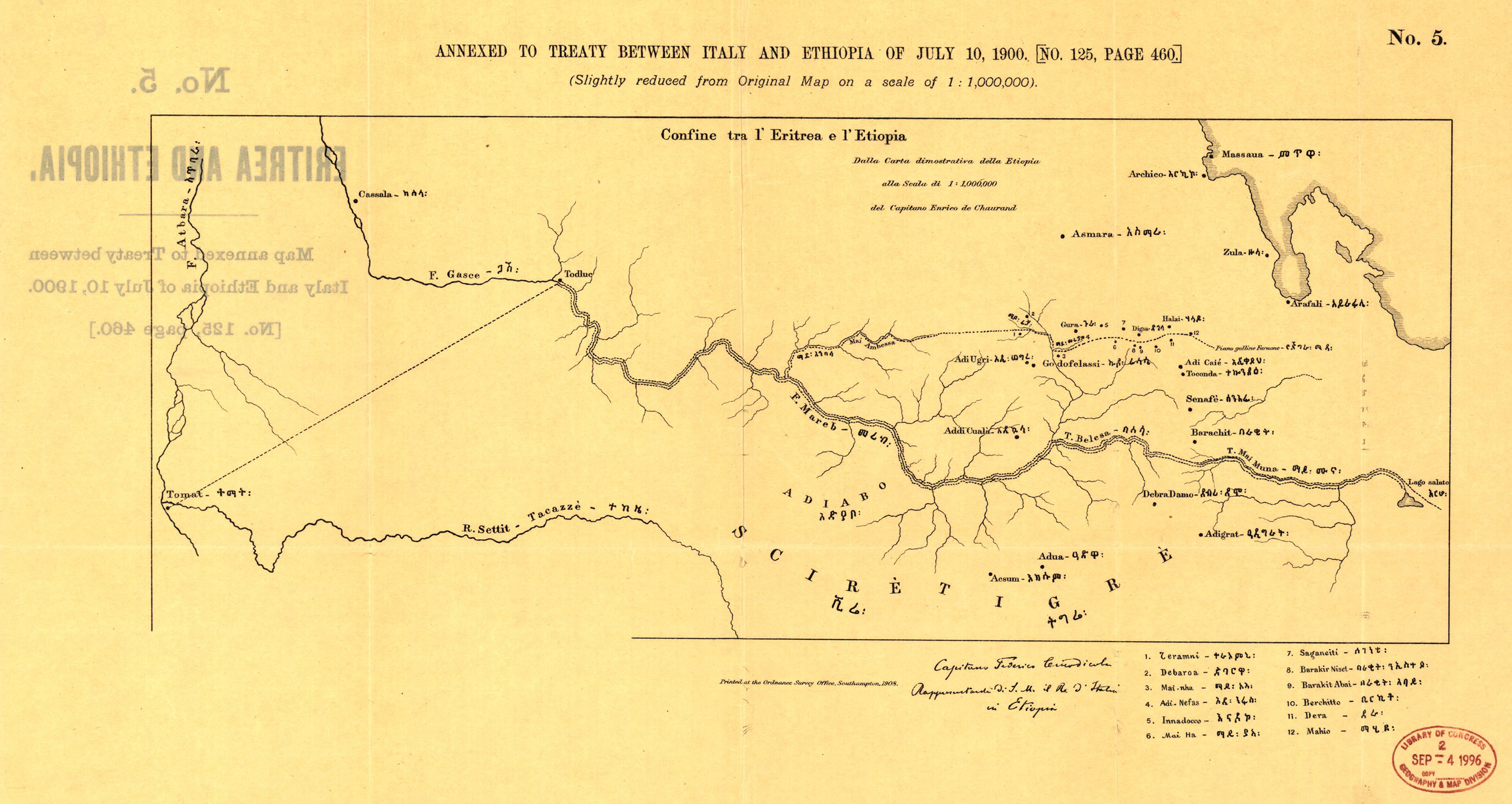
Tracé de la frontière entre l'Éthiopie et la colonie italienne de l'Érythrée à la suite du traité d'Addis-Abeba (1900)

Après la défaite italienne à Adwa, l'Éthiopie renonce à un accès à la mer, et l'Italie à la conquête de l'Abyssinie. Les deux pays entreprennent alors de difficiles négociations frontalières. Après un premier accord formel en 1897 (ligne Tomat-Todluc-Mareb-Mai Ambessa-Saganeiti), elles aboutissent le 10 juin 1900 à la conclusion d'un accord sur la partie nord du tracé, fixé sur la ligne Tomat-Todluc-Mereb-Belesa-Muna (voir carte ci-contre). Il consacre un recul éthiopien et la faiblesse de ce pays qui n'a pu conserver l'ensemble des hauts-plateaux. Cet accord est publié en février 1902.
Après un traité de commerce en juillet 1906, l'Italie et l'Éthiopie déterminent leur frontière méridionale en mars 1908, définie comme une «ligne [...] vers le sud-est, parallèlement à la côte et à une distance de 60 km de celle-ci, jusqu’à ce qu’elle atteigne la frontière de la possession française des Somalis» (art. 1er). En 1901, la France et l'Italie avaient défini l'extrémité occidentale de leur frontière commune à Dadda’to, à 60 kilomètres du point littoral de Douméra. On peut penser que c'est ce même point qui est envisagé comme extrémité méridionale dans l'accord de 1908, au moins pour les Italiens.
Quoi qu'il en soit, aucun de ces tracés ne fait alors l'objet d'une délimitation sur le terrain.

### Évolution
Après l'agression, puis la conquête de l'Éthiopie par l'Italie en 1936, cette frontière devient une limite interne de l'Afrique orientale italienne. La province érythréenne est agrandie, comprenant une grande partie du Tigré, de l'Awsa...
La défaite des armées italiennes en 1941 entraîne la reconstitution des espaces antérieurs. L'Éthiopie recouvre son indépendance ; l'Érythrée est administrée par le Royaume-Uni jusqu'en 1952.
En 1952, les Nations unies décident de former une fédération entre l'Éthiopie et l'Érythrée, la frontière sépare alors les deux États fédérés. En 1961, l'Érythrée est annexée et devient une simple province éthiopienne. Très rapidement, des mouvements armés érythréens commencent une guerre d'indépendance de 30 ans.
Après la fin de la guerre en 1991, l'Érythrée accède à l'indépendance en 1993. Cette limite redevient alors une frontière internationale.
En 1998, une guerre éclate à propos du tracé de la frontière. Les deux pays revendiquent des secteurs situés notamment autour de Badme, Tsorona-Zalambessa et Bure. Les combats font environ 100 000 morts. Ils cessent en 2000 avec les Accords d'Alger, qui ne mettent pas fin aux tensions, le tracé de la frontière restant disputé. Une commission de la Cour internationale de justice de la Haye émet un arbitrage en 2003, mais il est rejeté par les Éthiopiens qui y perdraient Badme. Les forces d'interpositions placées par l'ONU en 2000 ont été retirées de la frontière qui n'est toujours pas délimitée.
Sous la présidence d’Abiy Ahmed, les deux pays rétablissent leurs relations, ce qui conduit au sommet Érythrée-Éthiopie de 2018, le 9 juillet''. Lors de ce sommet, l'Éthiopie déclare céder Badmé à l'Érythrée et annonce la reprise des relations diplomatiques.
Le 11 septembre 2018, deux postes frontières rouvrent après plus de 20 ans de fermeture, l'un au sud-est reliant Bure et Debay Sima et l'autre au nord-ouest entre Zalambessa et Serha''. Dans le même temps, les liaisons aériennes entre les deux pays reprennent également. Début 2019, un nouveau poste frontière reliant Oum Hadjer et Humera ouvre.